# Walisische Badmintonmeisterschaft 1986
Die Walisische Badmintonmeisterschaft 1986 fand in Cardiff statt. Es war die 34. Austragung der nationalen Titelkämpfe im Badminton in Wales.

## Titelträger
| Disziplin    | Sieger                       |
| ------------ | ---------------------------- |
| Herreneinzel | Chris Rees                   |
| Dameneinzel  | Lesley Roberts               |
| Herrendoppel | Chris Rees Lyndon Williams   |
| Damendoppel  | Sarah Doody Lesley Roberts   |
| Mixed        | Andrew Spencer Lesley Robets |